# 韓駒
韓駒（1080年—1135年），字子蒼，號牟陽，陵陽仙井（今四川井研）人。南宋初詩人，世稱陵陽先生。
父親是峽州夷陵縣令。韓駒生於元豐三年（1080年），崇宁五年，韩驹前往颖昌府（今河南许昌），问诗于蘇轍，蘇轍稱讀其詩“恍然重見儲光羲”。其父有妾，韩驹和她相处不好，後來被逐出家门。政和初年，前去汴梁（今开封），囊空力困，乃投靠其父好友内侍贾祥。韓駒和王黼有密切关系，曾经投靠在王黼门下。王黼尝命韓驹题其家藏《太乙真人图》，盛传一时。其诗有“玉堂学士今向”之句，推许甚至。徽宗政和初年，賈祥將韓駒的《題太乙真人畫》詩以示徽宗，徽宗甚為驚嘆，补假将仕郎，召试舍人院，賜進士出身，真除秘書省正字。劉克莊謂韓駒“自鬻其技”至顯貴。後因学苏辙而被贬官謫監蒲城（今陕西蒲城）市易務。不久出京擔任洪州府分宁县（今江西修水），與大慧宗杲有往來，宣和五年（1123年），除秘書少監，六年，遷中書舍人。宣和六年十月，王黼罷相，同月二十七日，與御史中丞何㮚、吏部侍郎王时雍同日“奉祠”。靖康元年（1126年），由應天府移知黄州，提舉江州太平觀。建炎元年（1127年），知江州，驹坚辞不受，寓居金陵（今南京）。
韓駒是江西詩派人物，曾季狸《艇齋詩話》云：“後山（陳師道）論詩說換骨，東湖（徐俯）論詩說中的，東萊（呂本中）論詩說活法，子蒼論詩說飽參。”。晚年以爲“學古人尚恐不至，況學今人哉！”。紹興五年（1135年）卒於撫州（今江西臨川），得年五十六歲。今存《陵陽先生詩》四卷。

## 延伸阅读
[在维基数据编辑]
 《宋史/卷445》，出自脱脱《宋史》